# Mistrzostwa Europy w Lekkoatletyce 2016 – bieg na 400 m mężczyzn
Bieg na 400 metrów mężczyzn – jedna z konkurencji biegowych rozgrywanych podczas lekkoatletycznych mistrzostw Europy na Olympisch Stadion w Amsterdamie.
Tytuł mistrzowski z 2014 roku obronił Martyn Rooney.
W zawodach wzięło udział 32 zawodników z 17 państw.

## Statystyka

### Rekordy
Tabela prezentuje rekord świata, rekord Europy, rekord mistrzostw Europy, najlepsze osiągnięcie na Starym Kontynencie, a także najlepszy rezultat na świecie w sezonie 2016 przed rozpoczęciem mistrzostw.
|                                        | Zawodnik             | Wynik | Miejsce    | Data                  |
| -------------------------------------- | -------------------- | ----- | ---------- | --------------------- |
| Rekord świata                          | Michael Johnson      | 43,18 | Sewilla    | 26 sierpnia 1999(dts) |
| Rekord Europy                          | Thomas Schönlebe     | 44,33 | Rzym       | 3 września 1987(dts)  |
| Rekord mistrzostw Europy               | Iwan Thomas          | 44,52 | Budapeszt  | 21 sierpnia 1998(dts) |
| Najlepszy wynik na świecie w 2016 roku | Kirani James         | 44,52 | Des Moines | 29 kwietnia 2016(dts) |
| Najlepszy wynik w Europie w 2016 roku  | Matthew Hudson-Smith | 44,88 | Birmingham | 26 czerwca 2016(dts)  |

### Najlepsze wyniki w Europie
Poniższa tabela przedstawia 10 najlepszych rezultatów na Starym Kontynencie w sezonie 2016 tuż przed rozpoczęciem zawodów.
| Poz. | Zawodnik             | Reprezentacja   | Wynik | Data       | Miejsce            |
| ---- | -------------------- | --------------- | ----- | ---------- | ------------------ |
| 1.   | Matthew Hudson-Smith | Wielka Brytania | 44,88 | 26 czerwca | Birmingham         |
| 2.   | Matteo Galvan        | Włochy          | 45,12 | 25 czerwca | Rieti              |
| 3.   | Kévin Borlée         | Belgia          | 45,17 | 7 maja     | Kingston           |
| 4.   | Luka Janežič         | Słowenia        | 45,22 | 23 czerwca | Madryt             |
| 5.   | Donald Sanford       | Izrael          | 45,26 | 22 czerwca | Tel Awiw-Jafa      |
| 6.   | Pavel Maslák         | Czechy          | 45,33 | 2 lutego   | Potchefstroom      |
| 7.   | Rafał Omelko         | Polska          | 45,49 | 28 maja    | Warszawa           |
| 8.   | Delano Williams      | Wielka Brytania | 45,50 | 11 czerwca | Kingston           |
| 9.   | Rabah Yousif         | Wielka Brytania | 45,52 | 26 czerwca | Birmingham         |
| 10.  | Yavuz Can            | Turcja          | 45,64 | 24 czerwca | Zeulenroda-Triebes |

Pogrubioną czcionką oznaczono zawodników, którzy wystartowali w zawodach.

## Terminarz
Wszystkie godziny podane są w czasie oraz polskim (CEST).
| Data         | Godzina rozpoczęcia |            |
| ------------ | ------------------- | ---------- |
| 6 lipca 2016 | 13:35               | Eliminacje |
| 7 lipca 2016 | 16:45               | Półfinały  |
| 8 lipca 2016 | 19:50               | Finał      |

## Wyniki

### Eliminacje
Awans: Czterech najszybszych zawodników z każdego biegu (Q) oraz trzech z najlepszymi czasami wśród przegranych (q).

Opracowano na podstawie materiału źródłowego.
| Pozycja | Bieg | Tor | Zawodnik          | Reprezentacja   | Czas  | Uwagi |
| ------- | ---- | --- | ----------------- | --------------- | ----- | ----- |
| 1.      | 1    | 8   | Jarryd Dunn       | Wielka Brytania | 46,05 | Q     |
| 2.      | 1    | 7   | Julien Watrin     | Belgia          | 46,10 | Q     |
| 3.      | 1    | 6   | Alexander Gladitz | Niemcy          | 46,28 | Q     |
| 4.      | 3    | 4   | Martyn Rooney     | Wielka Brytania | 46,57 | Q     |
| 5.      | 3    | 5   | Mame-Ibra Anne    | Francja         | 46,73 | Q     |
| 6.      | 1    | 1   | Witalij Butrym    | Ukraina         | 46,77 | Q     |
| 7.      | 3    | 7   | Mateo Ružić       | Chorwacja       | 46,89 | Q     |
| 8.      | 3    | 8   | Łukasz Krawczuk   | Polska          | 46,94 | Q     |
| 9.      | 1    | 4   | Joel Burgunder    | Szwajcaria      | 46,98 | q     |
| 10.     | 2    | 5   | Lucas Búa         | Hiszpania       | 47,00 | Q     |
| 11.     | 3    | 1   | Brian Gregan      | Irlandia        | 47,02 | q     |
| 12.     | 2    | 6   | Jakub Krzewina    | Polska          | 47,09 | Q     |
| 12.     | 3    | 3   | Alaksandr Linnik  | Białoruś        | 47,09 | q     |
| 14.     | 2    | 4   | Thomas Jordier    | Francja         | 47,14 | Q     |
| 15.     | 1    | 5   | Batuhan Altıntaş  | Turcja          | 47,23 |       |
| 16.     | 2    | 7   | Johannes Trefz    | Niemcy          | 47,32 | Q     |
| 17.     | 2    | 3   | Jewhen Hucoł      | Ukraina         | 47,35 |       |
| 18.     | 2    | 2   | Jonathan Borlée   | Belgia          | 47,45 |       |
| 19.     | 3    | 6   | Danyło Danyłenko  | Ukraina         | 47,49 |       |
| 20.     | 1    | 3   | Craig Lynch       | Irlandia        | 47,61 |       |
| 21.     | 1    | 2   | Giuseppe Leonardi | Włochy          | 47,68 |       |
| 22.     | 2    | 8   | David Gillick     | Irlandia        | 47,81 |       |
| 23.     | 3    | 2   | Luca Flück        | Szwajcaria      | 47,97 |       |

### Półfinały
Awans: Dwóch najszybszych zawodników z każdego biegu (Q) oraz dwóch z najlepszymi czasami wśród przegranych (q).

Opracowano na podstawie materiału źródłowego.
| Pozycja | Bieg | Tor | Zawodnik             | Reprezentacja   | Czas  | Uwagi |
| ------- | ---- | --- | -------------------- | --------------- | ----- | ----- |
| 1.      | 2    | 7   | Martyn Rooney        | Wielka Brytania | 45,04 | Q, SB |
| 2.      | 2    | 6   | Matteo Galvan*       | Włochy          | 45,12 | Q, =  |
| 3.      | 2    | 5   | Rafał Omelko*        | Polska          | 45,14 | q,    |
| 4.      | 1    | 5   | Kévin Borlée*        | Belgia          | 45,26 | Q     |
| 5.      | 1    | 4   | Pavel Maslák*        | Czechy          | 45,31 | Q,    |
| 6.      | 2    | 8   | Mame-Ibra Anne       | Francja         | 45,39 | q,    |
| 7.      | 2    | 3   | Yavuz Can*           | Turcja          | 45,51 | NR    |
| 8.      | 3    | 5   | Luka Janežič*        | Słowenia        | 45,63 | Q     |
| 9.      | 3    | 3   | Liemarvin Bonevacia* | Holandia        | 45,68 | Q,    |
| 10.     | 2    | 4   | Julien Watrin        | Belgia          | 45,76 |       |
| 11.     | 1    | 6   | Alaksandr Linnik     | Białoruś        | 45,80 |       |
| 12.     | 1    | 8   | Łukasz Krawczuk      | Polska          | 45,86 | SB    |
| 13.     | 3    | 4   | Donald Sanford*      | Izrael          | 45,90 |       |
| 14.     | 3    | 2   | Jarryd Dunn          | Wielka Brytania | 46,00 | SB    |
| 15.     | 1    | 2   | Johannes Trefz       | Niemcy          | 46,07 |       |
| 16.     | 1    | 7   | Witalij Butrym       | Ukraina         | 46,07 |       |
| 17.     | 3    | 6   | Thomas Jordier       | Francja         | 46,24 |       |
| 18.     | 3    | 7   | Lucas Búa            | Hiszpania       | 46,26 |       |
| 19.     | 1    | 1   | Brian Gregan         | Irlandia        | 46,37 |       |
| 20.     | 1    | 3   | Samuel García*       | Hiszpania       | 46,43 |       |
| 21.     | 3    | 1   | Jakub Krzewina       | Polska          | 46,50 |       |
| 22.     | 3    | 8   | Alexander Gladitz    | Niemcy          | 46,57 |       |
| 23.     | 2    | 2   | Mateo Ružić          | Chorwacja       | 47,19 |       |
| 24.     | 2    | 1   | Joel Burgunder       | Szwajcaria      | 47,23 |       |

* – zawodnicy, którzy nie wystąpili w eliminacjach (znajdujący się w czołowej „12” list europejskich)

### Finał
Opracowano na podstawie materiału źródłowego.
| Pozycja | Tor | Zawodnik            | Reprezentacja   | Czas  | Uwagi |
| ------- | --- | ------------------- | --------------- | ----- | ----- |
| 01 !    | 9   | Martyn Rooney       | Wielka Brytania | 45,29 |       |
| 02 !    | 4   | Pavel Maslák        | Czechy          | 45,36 |       |
| 03 !    | 2   | Liemarvin Bonevacia | Holandia        | 45,41 | SB    |
| 4.      | 7   | Kévin Borlée        | Belgia          | 45,60 |       |
| 5.      | 6   | Luka Janežič        | Słowenia        | 45,65 |       |
| 6.      | 5   | Rafał Omelko        | Polska          | 45,67 |       |
| 7.      | 8   | Mame-Ibra Anne      | Francja         | 45,75 |       |
| 8.      | 3   | Matteo Galvan       | Włochy          | 45,80 |       |